# Andriy Berezovchuk
Andriy Berezovchuk, né le 16 avril 1981, est un footballeur ukrainien. Il joue au poste de défenseur avec le Metalist Kharkiv.

## Biographie
Andriy Berezovchuk commence sa carrière au MFC Mykolaiv, petit club ukrainien où il reste quatre ans.
Il joue entièrement en Ukraine et principalement dans la ville de Kharkiv. En janvier 2009, il signe au Metalist Kharkiv et retourne dans le club de ses débuts où il commence véritablement sa carrière professionnelle.
Lors de la saison 2008-2009, il joue la Coupe de l'UEFA et participe au beau parcours du Metalist Kharkiv sur la scène européenne.
Le 19 mars 2009, il marque contre son camp en Coupe de l'UEFA contre le Dynamo Kiev et entérine les espoirs de qualification de son club à la 79e.